# Poupée vaudou

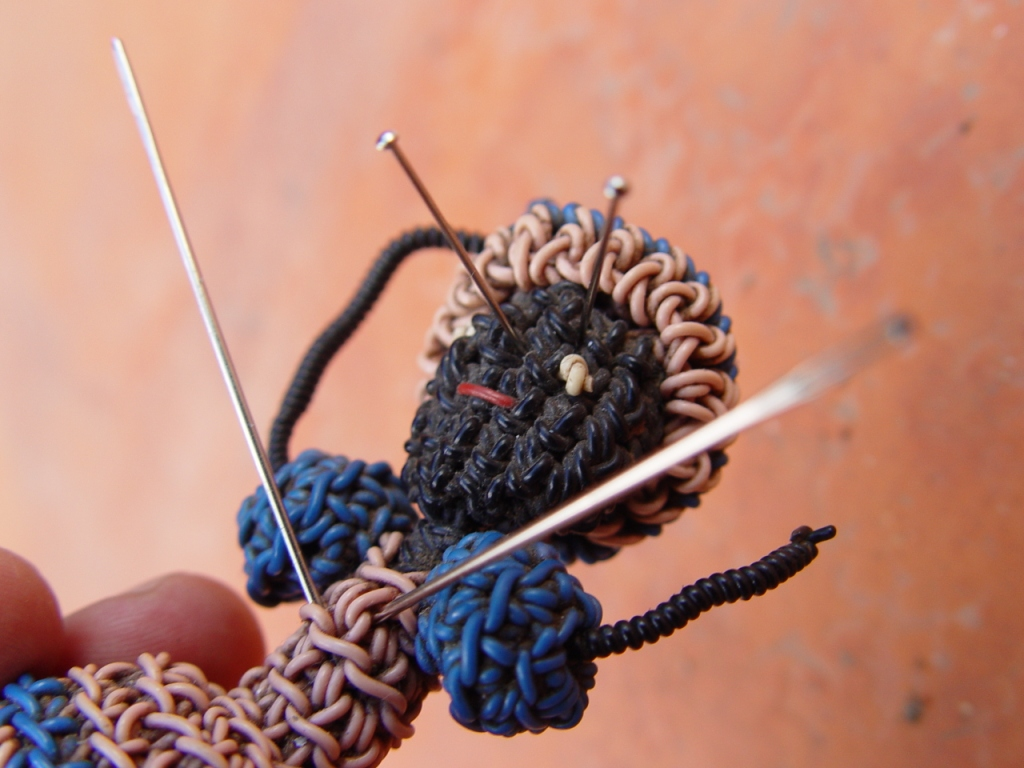
Poupée vaudou

Une poupée vaudou ou poupée d'envoûtement est une poupée représentant l'esprit d'une personne, employée pour lui jeter des sorts. Cet objet prétendument magique, devenu un stéréotype de la sorcellerie, est souvent représenté dans la culture populaire.

## Dans le vaudou

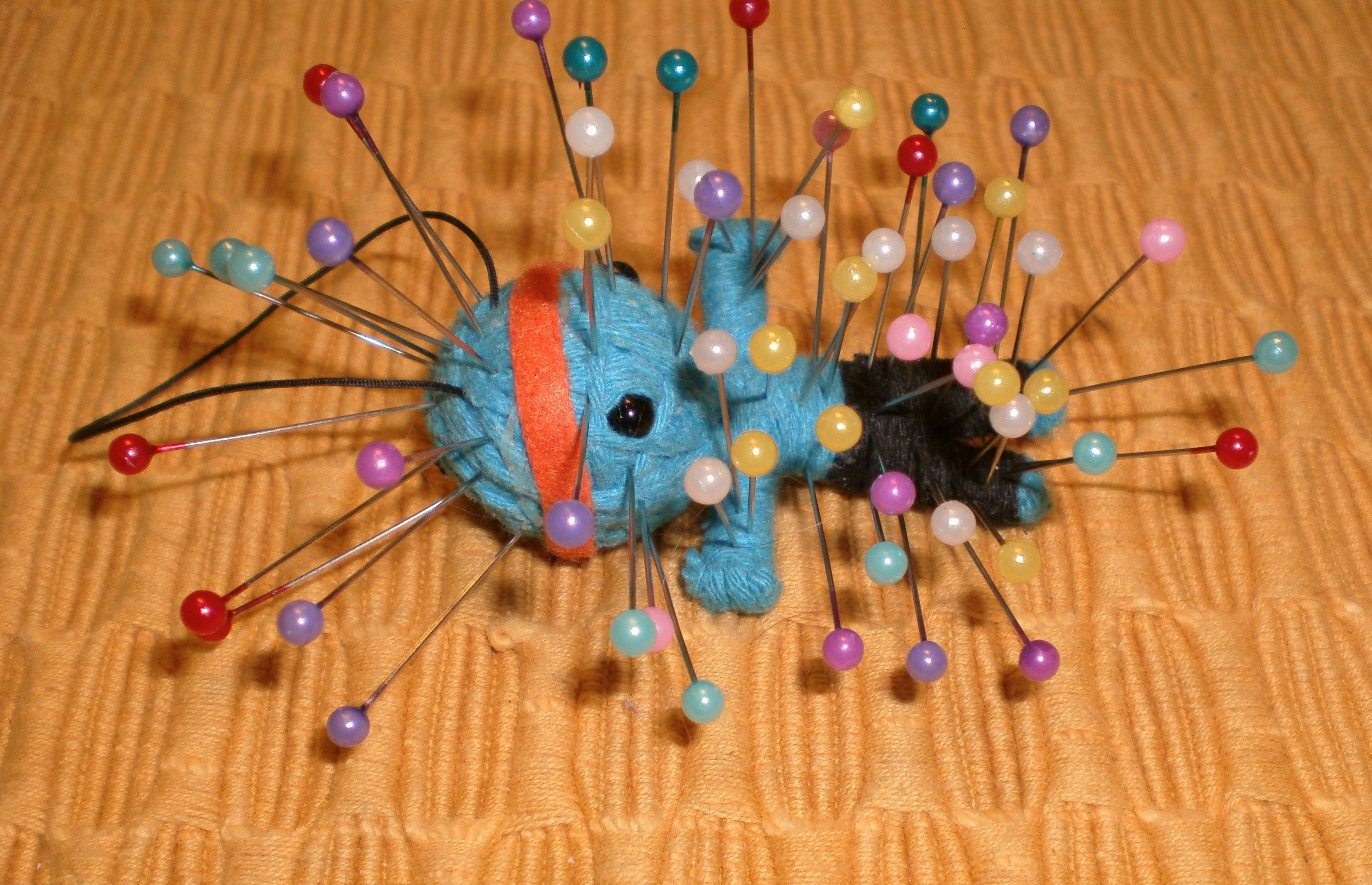
Poupée vaudou avec 58 aiguilles plantées dans le corps

Les poupées n'apparaissent pas en tant que telles dans le vaudou. Les fidèles offrent des poupées sur les autels d'Erzulie, mais elles ne visent pas à ensorceler. Les wangas ou ouangas, permettent en revanche de jeter des sorts (maladie, échec, rupture amoureuse ...) sans aller jusqu'à la mort. Ils prennent cependant la forme de paquets ficelés rassemblant plusieurs ingrédients, et non de poupées. 
Les bokors sont des sorciers vaudous qui ont la réputation de jeter des sorts. 
Aux Antilles françaises, les paquets permettant d'envoûter des gens sont appelés quimbois.

## Dagyde

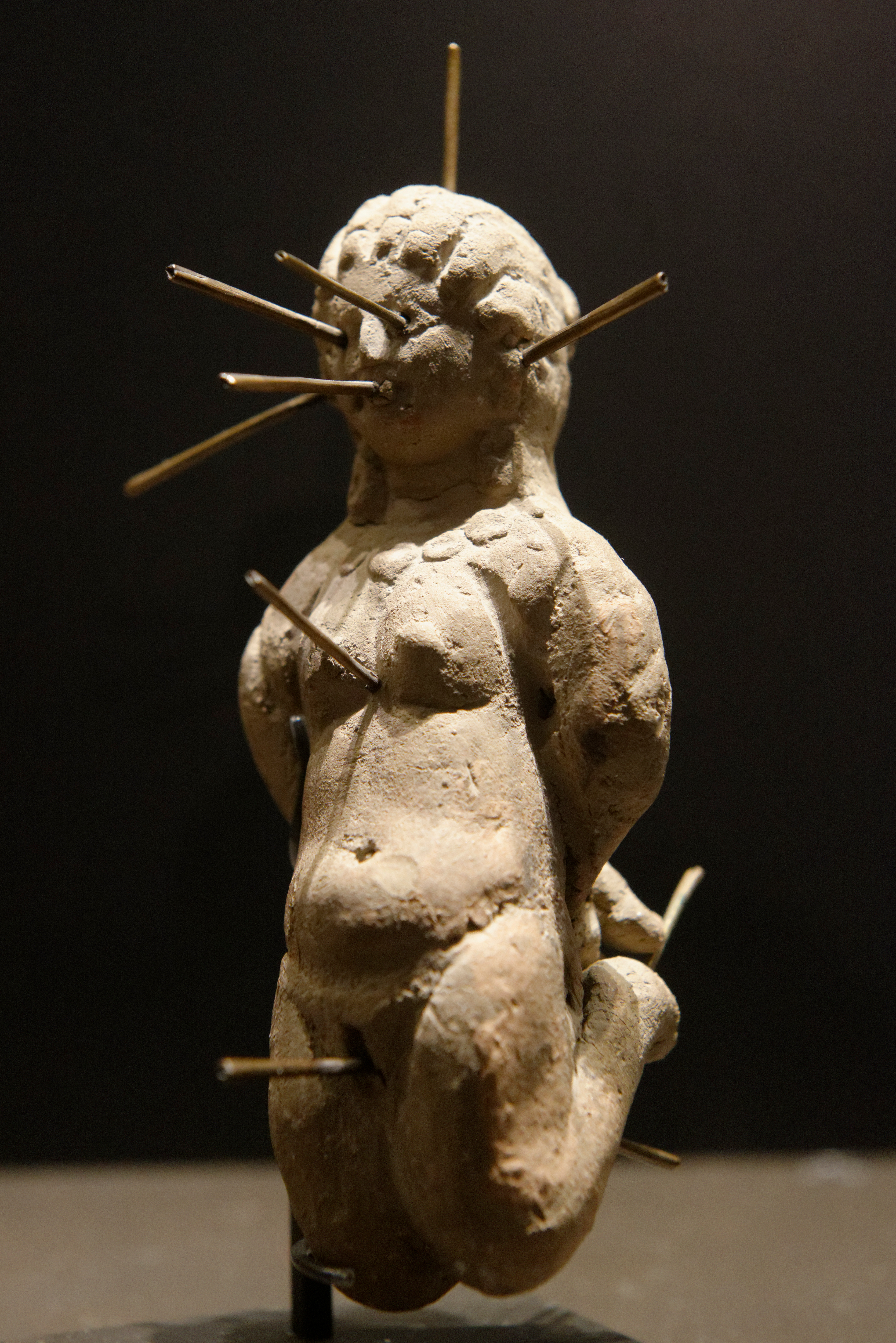
Dagyde représentant une femme nue agenouillée et attachée, percée de treize épingles. Découvert dans un vase en terre cuite contenant également une tablette en plomb portant une défixion. Argile et bronze, IVe siècle ap. J.-C., musée du Louvre

Dans la sorcellerie occidentale, la poupée (souvent de cire, parfois de bois ou de chiffons)  qui sert à jeter des sorts est appelée dagyde (du grec dagos, poupée). Elle apparaît dès l'Antiquité : on a ainsi retrouvé des poupées magiques dans le sanctuaire d'Isis et de Mater Magna (Ier et IIIe siècles) à Mayence. Les Métamorphoses d'Apulée (IIe siècle) en fait également mention. Les dagydes réapparaissent au Moyen Âge, on en trouve des exemples au moins depuis le XIIIe siècle en Europe.
En Inde du Sud, au Kerala, encore de nos jours lors de la fête de la « nuit de Shiva » (Shiva ratri), les brâhmanes mettent dans les mains des dévots du temple, face à l'idole du dieu, un petit personnage en bois grossièrement sculpté, censé représenter l'homme qui avait réussi à veiller toute une nuit en récitant le mantra pour Shiva, entouré de tous les dangers de la jungle, dévots qui redonnent la poupée de bois au brâhmane après avoir salué le dieu Shiva dans le temple.
La poupée représente une personne, et les actions sur la poupée sont supposées avoir des effets sur la personne à travers la poupée. Elle est censée contenir un élément de la personne à envoûter (cheveux, bouts de peau, rognures d'ongle…), son nom sur un morceau de papier, ou une image (photographie). La poupée est parfois consacrée suivant des rites divers. Dans les pratiques de magie noire, la poupée est piquée d'aiguilles, coupée ou brûlée à certains endroits. La personne visée est censée souffrir aux endroits où la poupée a été atteinte.

## Dans la culture
Dans Les Métamorphoses d'Apulée (III, 16), la sorcière Pamphile envoie sa servante Photis recueillir des cheveux pour jeter des sorts aux personnes dont ils proviennent. 
Dans ses Satires (I, 8), Horace raconte que la sorcière Canidie utilise une figure de laine et une figure de cire pour ses sorts. Dans ses Épodes (17), le poète latin fait dire à la même Canidia : « Moi qui anime des images de cire ».
À partir de la fin du XIXe siècle, la dagyde médiévale est liée à la sorcellerie dans la littérature. Un personnage de Là-bas (1891) de Joris-Karl Huysmans est dit ensorcelé. Le roman cite les dagydes au chapitre XIV. Huysmans raconte aussi un rite d'envoûtement au XIVe siècle dans Un procès, un article paru en 1898. Dans son roman L'Envoûteur est dans l'escalier (1985), M. Lebrun raconte une vengeance réalisée à l'aide d'une poupée percée d'aiguilles.
L'image des poupées accompagne parfois les représentations du vaudou au cinéma fantastique. Dans le film Voodoo Island (1957) avec Boris Karloff, un enquêteur découvre la présence du vaudou (et de poupées vaudous) sur une île. Dans Jeu d'enfant, un tueur en série invoque le vaudou pour ensorceler une poupée. Beaucoup d'autres films cependant présentent les poupées d'ensorcellement en dehors de la culture vaudoue. Ainsi dans La Maison qui tue où une petite fille fabrique une figurine à l'aide de bougies pour torturer son père. Dans le film italien Blue Holocaust, une femme en tue une autre à l'aide d'une poupée vaudou. Ou encore le film Pirates des Caraïbes : La Fontaine de jouvence, où le capitaine Barbe noire utilise une poupée pour contrôler Jack Sparrow.
Les poupées vaudous apparaissent aussi dans des jeux vidéo comme Monkey Island, Starcraft II avec Gabriel Tosh ou encore dans Voodoo Vince ou le heros est lui-même une poupée vaudou.

## Dans l'actualité
Nicolas Sarkozy a assigné en justice la société K&B Éditeurs qui a publié une parodie de poupée vaudou à son effigie, accompagnée d'un grimoire humoristique. Le 29 octobre 2008, Nicolas Sarkozy a été débouté, de toutes ses demandes concernant la poupée éditée par K&B et commercialisée avec un manuel par la société Tear Prod.
Le tribunal des référés de Paris a estimé qu'il n'y avait «ni atteinte à la dignité humaine, ni attaque personnelle», et que sa mise en vente ne «caractérise pas une atteinte fautive au droit à l'image». Le «Manuel vaudou» s'inscrit donc dans les limites autorisées de la liberté d'expression. Le 27 novembre, la cour d'appel de Paris a estimé que la poupée vaudou constituait bien une "atteinte à la dignité" du chef de l'État mais a autorisé sa commercialisation sous conditions.
Dans son arrêt, la cour a jugé « que l'incitation du lecteur à piquer la poupée jointe à l'ouvrage avec les aiguilles fournies, action que sous-tend l'idée d'un mal physique serait-il symbolique, constitue une atteinte à la dignité de la personne de M. Sarkozy ». La cour d'appel souligne toutefois « qu'il n'y a pas lieu d'interdire la poupée », cette mesure n'étant « pas proportionnée et adéquate ». Elle a donc enjoint à la société Tear Prod d'« apposer au besoin par un bandeau, sur tout coffret mis en vente ou proposé à quelque titre que ce soit au public, la mention » de la condamnation.